# 大仁科技大學
大仁科技大學，位於台灣屏東縣鹽埔鄉，於1966年創立，佔地15公頃多。為台灣設有藥學系的十所大專院校之一，並分為專科部、學院部以及研究所的三大類。含藥學系在內，設有四學院五研究所十八系科組。

## 校史

### 專科時期
- 1966年，大仁藥學專科學校創立。設五年制藥學科。
- 1980年，增設五年制食品衛生科。
- 1983年，增設五年制環境衛生工程科。
- 1988年，增設二年制夜間部食品衛生科、五年制工業安全衛生科。
- 1989年，增設二年制日、夜間部環境衛生工程科。
- 1990年，增設五年制護理科、二年制日間部工業安全衛生科。
- 1991年，增設二年制日間部護理科。
- 1992年，增設二年制夜間部藥學科。
- 1993年，增設二年制日間部食品衛生科。
- 1994年，增設二年制夜間部工業安全衛生科。
- 1995年，增設二年制日間部、五年制醫務管理科
- 1996年，增設二年制日間部醫務管理科。
- 1997年，增設五年制及二年制夜間部應用外語科，並分設日文組、英文組。
- 1998年，增設二年制日、夜間部資訊管理科。

### 技術學院時期
- 1999年，升格大仁技術學院。設藥學系、食品衛生系、環境衛生工程系、工業安全衛生系、醫務管理系。增設五年制資訊管理科。增設二年制日、夜間部餐飲管理科及餐旅管理科。
- 2000年，增設休閒運動管理系。
- 2001年，護理科改制護理系。
- 2002年，增設環境管理研究所、餐旅管理系、幼兒保育系。食品衛生系改名食品科技系、環境衛生工程系改名環境工程生與科學系、工業安全衛生系改名職業安全衛生系。
- 2003年，增設製藥科技研究所、餐飲管理系、應用外語系、行銷與流通管理系、資訊管理系。整合健康事業管理系、資訊管理系、行銷與流通管理系及資訊工程系組成管理學群；整合環境管理研究所、製藥科技研究所、生物科技研究所、藥學系、食品科技系、生物科技系、環境工程與科學系、職業安全衛生系、護理系組成健康學群。整合應用外語系語幼兒保育系組成人文學群。
- 2004年，增設生物科技研究所、休閒健康管理研究所、資訊工程系、社會工作系、生物科技系、五年制餐飲管理科。同年5月，管理學群改名資訊暨管理學群、健康學群改名環境與健康學群。

### 科技大學時期
- 2005年，改名大仁科技大學。設資訊暨管理學院、環境暨健康學院。增設食品科技研究所、五年制幼兒保育科。整合休閒健康管理研究所、休閒運動管理系、餐飲管理系、餐旅管理系、觀光事業系組成休閒暨餐旅學院。整合應用外語系、幼兒保育系、社會工作系組成人文暨社會學院。
- 2006年，增設觀光事業系。環境工程與科學系改名環境資源管理系。
- 2007年，增設數位多媒體設計系、五年制觀光事業科。
- 2008年，環境暨健康學院改名藥學暨健康學院。休閒健康管理研究所改名休閒事業管理研究所；醫務管理系改名健康事業管理系。食品科技系增設保健營養組、食品科技與管理組之分組。環境資源管理系分設能源科技組、環境技術與管理組之分組。資訊工程系增設晶片設計組之分組。餐飲管理系併入餐旅管理系並分設餐飲管理組、旅館管理組、廚藝組之分組。
- 2009年，增設時尚美容應用系、銀髮生活事業管理學位學程。資訊工程系取消分組。
- 2010年，餐旅管理系增設飲料管理組。停招銀髮生活事業管理學位學程。
- 2011年，增設文化創意產業研究所。食品科技系食品科技與管理組改名食品科技系食品技術與應用組。環境資源管理系取消分組並與職業安全衛生系合併為環境與職業安全衛生系，分設環境科技組、職業安全衛生組之分組。
- 2013年，增設社會工作系原住民專班、寵物美容學位學程。資訊工程系改名資訊工程與娛樂科技系、資訊管理系改名資訊應用與管理系。食品科技系、餐旅管理系、環境與職業安全衛生系等三系取消分組。資訊暨管理學院改名智慧生活學院。
- 2014年，增設消防安全學士學位學程。智慧生活學院改名智慧生活暨管理學院。同年7月1日起，受教育部委託代管已停辦之高鳳數位內容學院歷年學生學籍資料。
- 2015年，增設觀光事業系原住民專班、生命關懷事業學士學位學程、銀髮創意產業學士學位學程。藥學系四技日間部分設6年制臨床藥學組、5年制藥學組。
- 2016年，增設電子商務創新應用學士學位學程。停招應用外語系英文組。規劃成立原住民學院[2]
- 2017年，停招資訊應用與管理系。
- 2018年，增設二技進修部消防安全學士學位學程、環境與職業安全衛生系、寵物美容學位學程。增設四技日間部原鄉發展與運用學士學位學程。食品科技系取消保健營養組、食品技術與應用組之分組。寵物美容學位學程改名寵物照護暨美容學士學位學程。停招生物科技系、電子商務創新應用學士學位學程、行銷與流通管理系。停招進修部幼兒保育科。停招二技日間部護理系。停招四技進修部休閒運動管理系。人文暨社會學院、智慧生活暨管理學院，整併為人文暨資訊學院。
- 2019年，增設社會工作系碩士班。增設數位多媒體設計系二技進修部、食品科技系二技進修部。停招四技進修部觀光事業系、環境與職業安全衛生系。停招銀髮創意產業管理學士學位學程二技進修部。應用外語系更名為應用日語系。
- 2020年，停招原鄉發展與運用學士學位學程、資訊工程與娛樂科技系四技部日間部、幼兒保育系、食品科技系碩士班、消防安全學士學位學程四技進修部。
- 2021年，停招食品科技系、時尚美容應用系、應用日語系。生命關懷事業學士學位學程改名生命禮儀暨關懷事業系。文化創意產業研究所與數位多媒體設計系，整併並改名為多媒體設計系文創碩士在職專班。

## 歷任董事長
| 屆別  | 姓名   | 任期          | 備註 |
| ----- | ------ | ------------- | ---- |
| ？-？ | 蔡李鴦 | ？-？         |      |
| ？-14 | 黃道宜 | 1994年-2011年 |      |
| 14-17 | 黃國慶 | 2011年-2023年 |      |
| 17    | 楊弘仁 | 2023年-迄今   |      |

## 歷任校長
| 姓名   | 任期          |
| ------ | ------------- |
| 陳朝洋 | 1999年─2003年 |
| 陳瑞龍 | 2003年─2006年 |
| 歐善惠 | 2006年─2012年 |
| 王駿發 | 2012年─2020年 |
| 郭代璜 | 2020年─       |

## 學校象徵

### 校訓
力學行仁
秉持著鍥而不捨，服務他人的理念，來培養社會需要並且能符合社會潮流的人才。

### 校徽
雙人揖禮於燒瓶之上，象徵大仁科大「科技為根，人文為本」的教育精神。
以象形文字展現古典「仁」義，但卻利用幾何圖形傳達時代理念。
象徵學校立足於古典之風範，也迎向科技之未來。

## 學術單位
| 藥學暨健康學院 | 藥學系(含碩士班) 藥學組 臨床藥學組 | 護理系                                 |
| 藥學暨健康學院 | 生物科技系(含碩士班)               | 環境與職業安全衛生系(含環境管理研究所) |
| 藥學暨健康學院 | 寵物照護暨美容系                   | 消防安全學士學位學程                   |
| 藥學暨健康學院 | 食品科技系(含碩士班)               |                                        |

| 休閒暨餐旅學院 | 休閒運動管理系(含休閒事業管理研究所) | 餐旅管理系     |
| 休閒暨餐旅學院 | 觀光事業系                           | 時尚美容應用系 |

| 人文暨資訊學院 | 社會工作系(含碩士班) | 多媒體設計系(含文創碩士在職專班) |
| 人文暨資訊學院 | 應用日語系           | 行銷與流通管理系                 |
| 人文暨資訊學院 | 生命禮儀暨關懷事業系 | 幼兒保育系                       |
| 人文暨資訊學院 | 資訊工程與娛樂科技系 |                                  |

| 研究中心 | 通識教育中心 | 探索教育研究中心 |

## 學校聲譽
- 2017年7月，遠見雜誌公布2017年台灣最佳大學排行榜，大仁科技大學是非醫學技職類大學排名全國科大排名第16名，全國私立科大排名第7名。

- 2020年9月，海外聯招會個人申請熱門校系大仁科大寵美系前50排行私立技職第一， 錄取人數全國技職第一，熱門技職校系排名全國第十三，勝出多所國立技職院校! 大仁寵美系成為台灣寵物美容學術機構第一品牌。

## 國際姊妹校
目前共有21所。

| 日本 - 杏林大學 - 武藏野大學 - 名櫻大學 - 德島文理大學 - 琉美學園 - 江原大學 - 濟州大學 菲律賓 - 宿霧醫學大學 - 宿霧ARC醫院 泰國 - 朱拉隆功大學 - 清邁大學 越南 - 河內大學 | 斯洛維尼亞 - 盧布爾納大學 英国 - 愛丁堡大學 | 美国 - 肯特州立大學 - 南加州大學 - 聖荷西州立大學 - 奧特邦大學 - 匹茲堡州立大學 - 達拉斯浸信會大學 加拿大 - 亞伯達大學 |

## 中華民國國內學校策略聯盟
- 大仁科技大學從學校成立至今，與20所大專院校以及43所高中職簽訂為學校策略聯盟。

| - 雲嘉南區--雲林縣、嘉義縣、嘉義市、台南市 - 國立臺南護理專科學校 - 康寧大學 - 嘉南藥理大學 - 大同技術學院 - 敏惠醫護管理專科學校 - 遠東科技大學 - 南榮科技大學 - 桃竹苗區 - 國立聯合大學 | - 高屏區 - 國立高雄第一科技大學 - 國立高雄海洋科技大學 - 國立屏東大學 - 文藻外語大學 - 美和科技大學 - 高美醫護管理專科學校 - 國立屏東科技大學 - 輔英科技大學 - 樹人醫護管理專科學校 - 育英醫護管理專科學校 - 澎金馬區 - 國立澎湖科技大學 |

## 外部連結
- 大仁科技大學（页面存档备份，存于）
- 大仁科大臉書粉絲的Facebook專頁

## 歷年日間部師生比及新生註冊率
- 112學年度日間部學生人數2398，專任老師人數123，日間部師生比19.5（學生數/老師數）。

- 112學年度新生註冊率69.77%。
- 113學年度新生註冊率74.66%。